# Phaya Khammao
Phaya Khammao est un homme politique laotien né le 23 septembre 1911 et mort le 13 octobre 1984. Il a été Premier Ministre du Laos entre 1945 et 1946.